# Primera División Uruguaya 1988
Il campionato era formato da tredici squadre e il Danubio vinse il titolo.

## Classifica finale
| Pos. | Squadra              | G  | V  | N  | P  | GF | GS | Punti |
| ---- | -------------------- | -- | -- | -- | -- | -- | -- | ----- |
| 1    | Danubio              | 24 | 18 | 4  | 2  | 52 | 18 | 40    |
| 2    | Peñarol              | 24 | 13 | 5  | 6  | 51 | 30 | 31    |
| 3    | Defensor             | 24 | 12 | 7  | 5  | 33 | 17 | 31    |
| 4    | Huracán Buceo        | 24 | 11 | 6  | 7  | 25 | 25 | 28    |
| 5    | Liverpool            | 24 | 10 | 5  | 9  | 20 | 21 | 25    |
| 6    | Montevideo Wanderers | 24 | 6  | 12 | 6  | 25 | 26 | 24    |
| 7    | Nacional             | 24 | 8  | 6  | 10 | 26 | 32 | 22    |
| 8    | Cerro                | 24 | 9  | 3  | 12 | 21 | 29 | 21    |
| 9    | Central Español      | 24 | 7  | 7  | 10 | 19 | 27 | 21    |
| 10   | River Plate          | 24 | 5  | 10 | 9  | 26 | 27 | 20    |
| 11   | Bella Vista          | 24 | 5  | 8  | 11 | 20 | 33 | 18    |
| 12   | Miramar Misiones     | 24 | 4  | 10 | 10 | 24 | 38 | 18    |
| 13   | Progreso             | 24 | 4  | 5  | 15 | 20 | 39 | 13    |

G = Partite giocate; V = Vittorie; N = Nulle/Pareggi; P = Perse; GF = Goal fatti; GS = Goal subiti; 

## Classifica marcatori
| Gol |  |  | Giocatore      | Squadra |
| --- |  |  | -------------- | ------- |
| 23  |  |  | Rubén Da Silva | Danubio |